# 附加疑问句
附加疑问句（tag question）英语语法中又称为反意疑问句，附加疑问句是在一句陈述句（即肯定句或否定句）的基础上，在其之后附加一段简略的一般疑问句。附加疑问句通常用来向对方求证不确定的事情，或对事实进行反问。